# واتسلاو نمچمک
واتسلاو نمچمک (چکی: Václav Němeček؛ زادهٔ ۲۵ ژانویهٔ ۱۹۶۷) بازیکن فوتبال اهل جمهوری چک بود.
از باشگاه‌هایی که در آن بازی کرده‌است می‌توان به باشگاه فوتبال دالیان هایچانگ، باشگاه فوتبال سروت ۱۸۹۰، باشگاه فوتبال اسپارتا پراگ، باشگاه فوتبال هرادتس کرالووه، و باشگاه فوتبال تولوز اشاره کرد.
وی همچنین در تیم‌های ملی فوتبال چکسلواکی و جمهوری چک بازی کرده‌است.